# Detlev Krieger
Detlev Krieger (* 20. Oktober 1948; † 11. Oktober 2014) war ein deutscher Nationalspieler in der Boulespiel-Sportart Pétanque im Deutscher Boccia-, Boule- und Pétanque-Verband e.V. Er war mehrfach deutscher Meister und war 2012 Teilnehmer bei der Europameisterschaft.

## Karriere
Krieger war einige Jahre im Vorstand des Mannheimer Boule-Club Sandhofen. 2007 wurde er mit dem Verein deutscher Meister in der Pétanque-Bundesliga. Ab 2010 bis 2012 war er Präsident des Boule, Boccia und Pétanque Verbands Baden-Württemberg.
Bei den Europameisterschaften der Veteranen (Ü55) errang er 2012 die Silbermedaille.

## Erfolge als Spieler

### International
- 2012: 2. Platz Europameisterschaft Triplette Ü55 zusammen mit Klaus Eschbach, Rolando Jecle und Michel Lauer[4]

### National
(Quelle)
- 1995: 3. Platz Deutsche Meisterschaft Triplette zusammen mit Susanne Geis und Gerhard Jung
- 2002: 1. Platz Deutsche Meisterschaft Doublette zusammen mit Achim Langhammer
- 2006: 3. Platz Deutsche Meisterschaft Doublette zusammen mit Mahmoud Tabrizi
- 2007: 3. Platz Deutsche Meisterschaft Triplette zusammen mit Philipp Geis und Michel Lauer
- 2007: 3. Platz Deutsche Meisterschaft Tête-à-Tête
- 2007: Deutscher Vereinsmeister mit dem BC Sandhofen[6]
- 2008: 1. Platz Deutsche Meisterschaft Triplette Ü55 zusammen mit Mahmoud Tabrizi und Rolando Jecle[7]
- 2010: 3. Platz Deutsche Meisterschaft Triplette Ü55 zusammen mit Mahmoud Tabrizi und Hans-Joachim Fischer
- 2011: 2. Platz Deutsche Meisterschaft Triplette Ü55 zusammen mit Michel Lauer und Franz-Josef Elsland
- 2012: 3. Platz Deutsche Meisterschaft Triplette Ü55 zusammen mit Mahmoud Tabrizi und Michel Lauer[8]

## Privates
Krieger war verheiratet und hatte zwei Kinder.